# 千田正穂の笑顔の真ん中に!
『千田正穂の笑顔の真ん中に!』（せんだまさほの えがおのまんなかに）は、bayfm他2局にて、2004年10月から2014年9月まで放送されたラジオ番組である。パーソナリティは千田正穂。ブルボンの一社提供番組。

## 放送時間
- 日曜日 20:00 - 20:30
  - bayfm
  - FM-NIIGATA
- 日曜日 21:30 - 22:00
  - Kiss FM KOBE（2009年2月8日より放送終了まで）

## 概要
上記の3局で放送されているが、正式な番組名はbayfmでは「ブルボン presents 千田正穂の笑顔の真ん中に！」で、それ以外の2局では「千田正穂の笑顔の真ん中に！ with BOURBON」になっている。
毎週千田家に1人(組)のゲストが帰って来るという設定のトーク番組。ゲストは女性でアイドルが多いが、演歌歌手の場合もある。ゲストの最新曲2曲の歌詞を千田なりの分析でピックアップしてのトークが中心。

## 番組内容

### パート
- オープニング
月替わりで女性ナレーターが季節の話題に触れているとドアチャイムの音が鳴る。その後ナレーターの「おかえりなさい！」のあとに千田とゲストが登場する。千田も「おかえりなさい」と呼びかけた後、ゲストは「ただいま」と返すのが慣例となっているが、それがわからずにはじめは困惑するゲストもいる。
千田はゲストの服装やヘアスタイル、ネイルの色などをトーク中に話題にすることが多い。
- トーク1
ゲストの曲の詞についてトーク。取り上げる部分の曲を少し流してそれについてトークする。その後フルコーラス演奏。
- 乾杯タイム〜トーク2
ブルボン製品をおつまみにワインで乾杯(ゲストが未成年の場合はブルボンのミネラルウォーターを用意する)、その後にトーク1と同様の形式で別な曲についてトーク。
- イベント告知〜リスナーからのお便り
ゲストのライブ案内などイベント告知。
その後、千田が「リスナーさんです」といってからリスナーからのお便りを1通読む。後述のように、各局ごとに読まれるお便りが異なる。
- おしまいのコーナー
毎回ブルボン商品のプレゼントのキーワードを発表する。キーワードはゲストが考えて発表する。宛先を告知。プレゼントの商品紹介とともにブルボンのインターネットショッピングサイトの案内も行っている。
エンディングでは、千田がゲストを放送後に食事に誘う内容の会話をして番組は終了。

### 各局版の違い
単なる同一ネット番組ではなく各局で内容が異なる部分がある。
- ジングル
各パートの冒頭にジングルが入るが放送する局によって異なる。
  - P1：爆発音に英語風の読み方[1]で「ブルボン presents 千田正穂の笑顔の真ん中に！」
  - P1'：P1パターンの番組名が「千田正穂の笑顔の真ん中に！ with BOURBON」
  - P2：P1'パターンに女性の声で放送局名が付く
  - P3：P2パターンに更に本局の周波数も付く
  - P4：ステーションジングル

| パート                             | bay                                          | NIIGATA                                      | Kiss                                         |
| ---------------------------------- | -------------------------------------------- | -------------------------------------------- | -------------------------------------------- |
| オープニング                       | P1                                           | P1'                                          | P1'                                          |
| トーク1                            | P1                                           | P2 or P3                                     | P3                                           |
| 乾杯タイム～トーク2                | P4                                           | P2 or P3                                     | P4                                           |
| イベント告知～リスナーからのお便り | P1                                           | P2 or P3                                     | P3                                           |
| おしまいのコーナー                 | 女声で「おしまいのコーナーです！」と流れる。 | 女声で「おしまいのコーナーです！」と流れる。 | 女声で「おしまいのコーナーです！」と流れる。 |

- リスナーからのお便り
ここが一番異なる。各局それぞれエリア内（bayfmであれば首都圏、FM-NIIGATAであれば新潟県、Kiss FMであれば兵庫県や大阪府）のリスナーのお便りが読まれる。他のネット局のリスナーのお便りは流れない。

- 宛先
各局それぞれ自局への宛先が案内される。

## テーマ曲
映画『ライムライト』から「テリーのテーマ」